# Philipp Wilhelm Stang

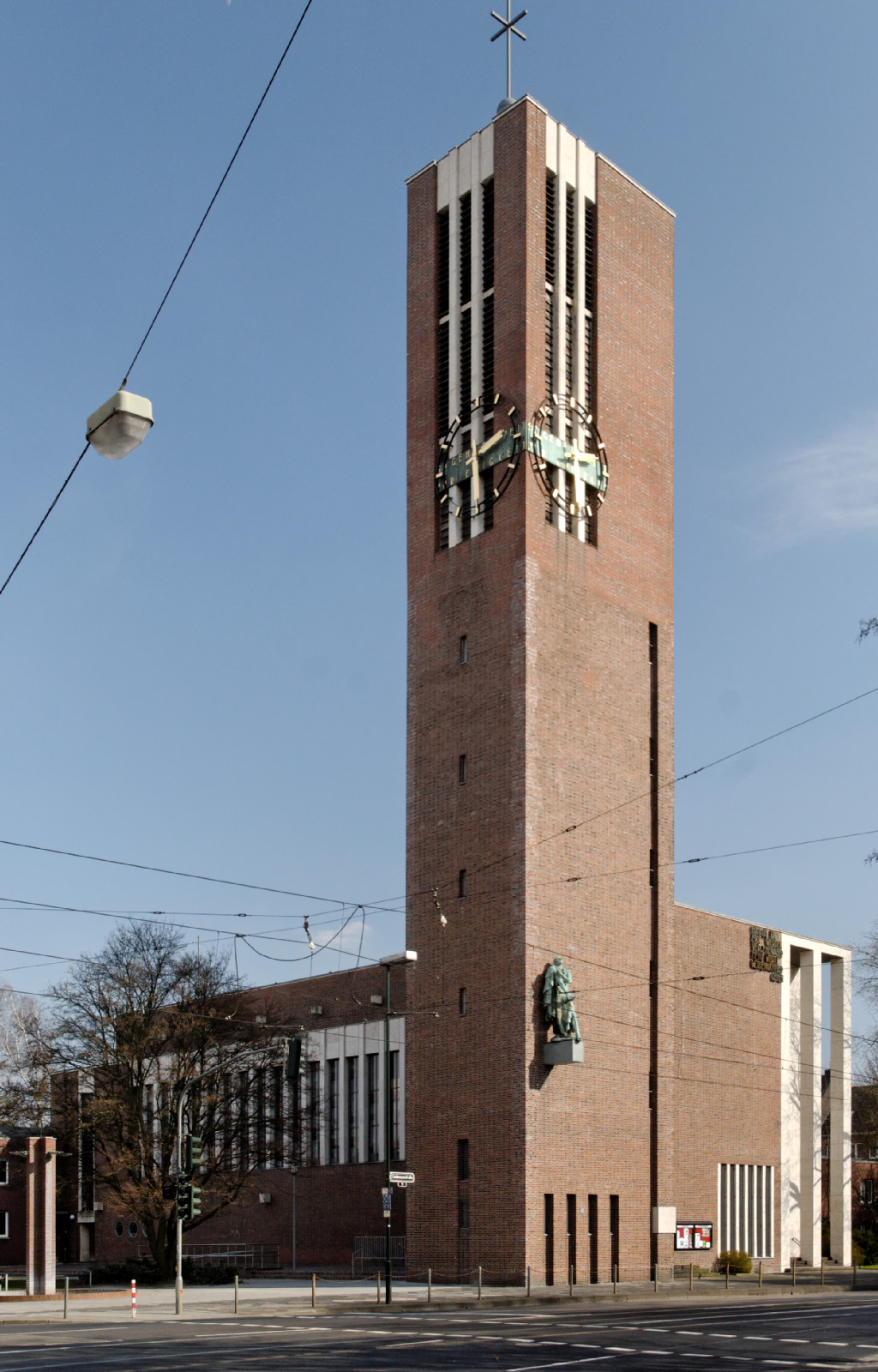
Die Düsseltaler Matthäikirche 2011

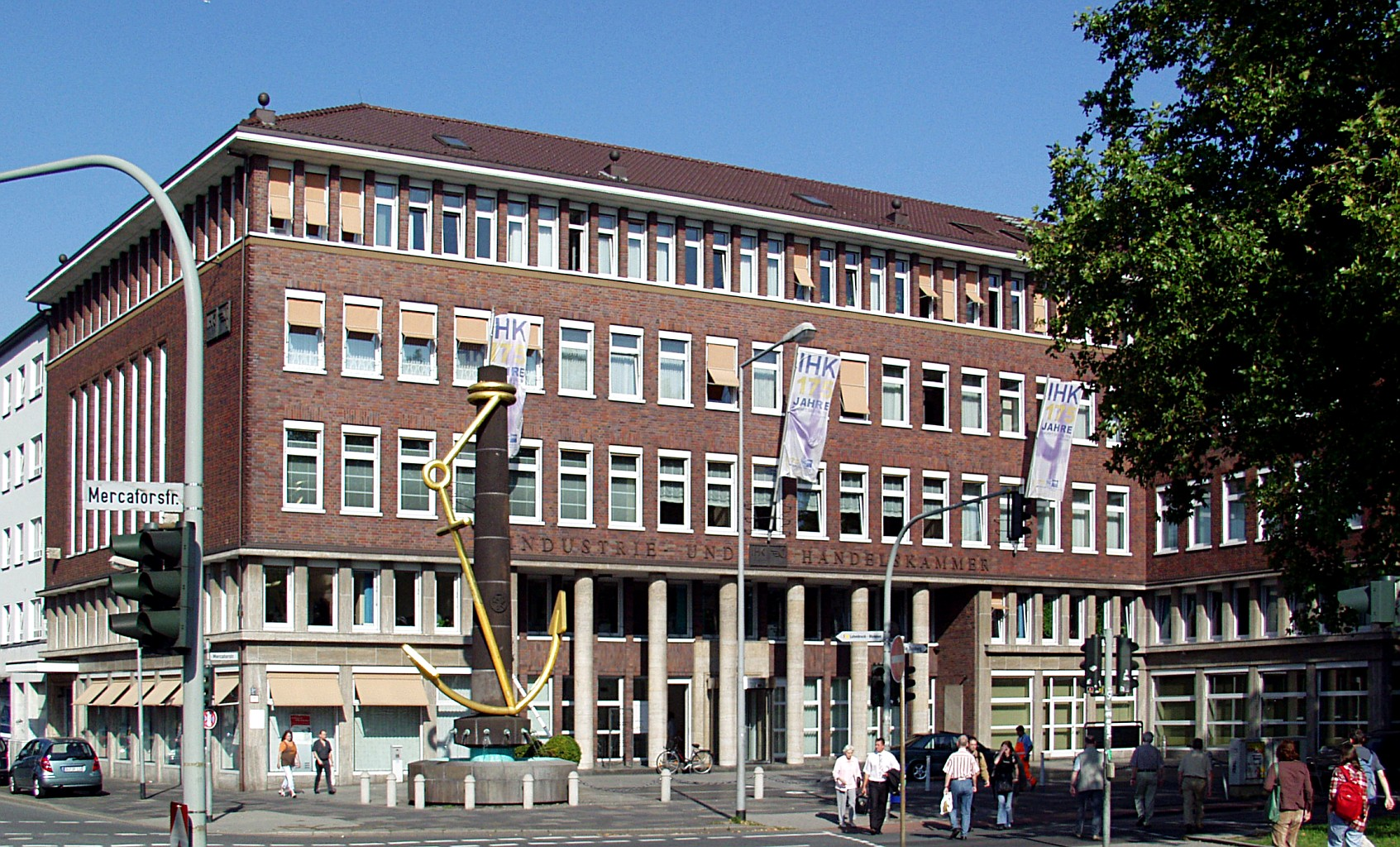
Gebäude der Niederrheinischen Industrie- und Handelskammer Duisburg im Jahr 2006

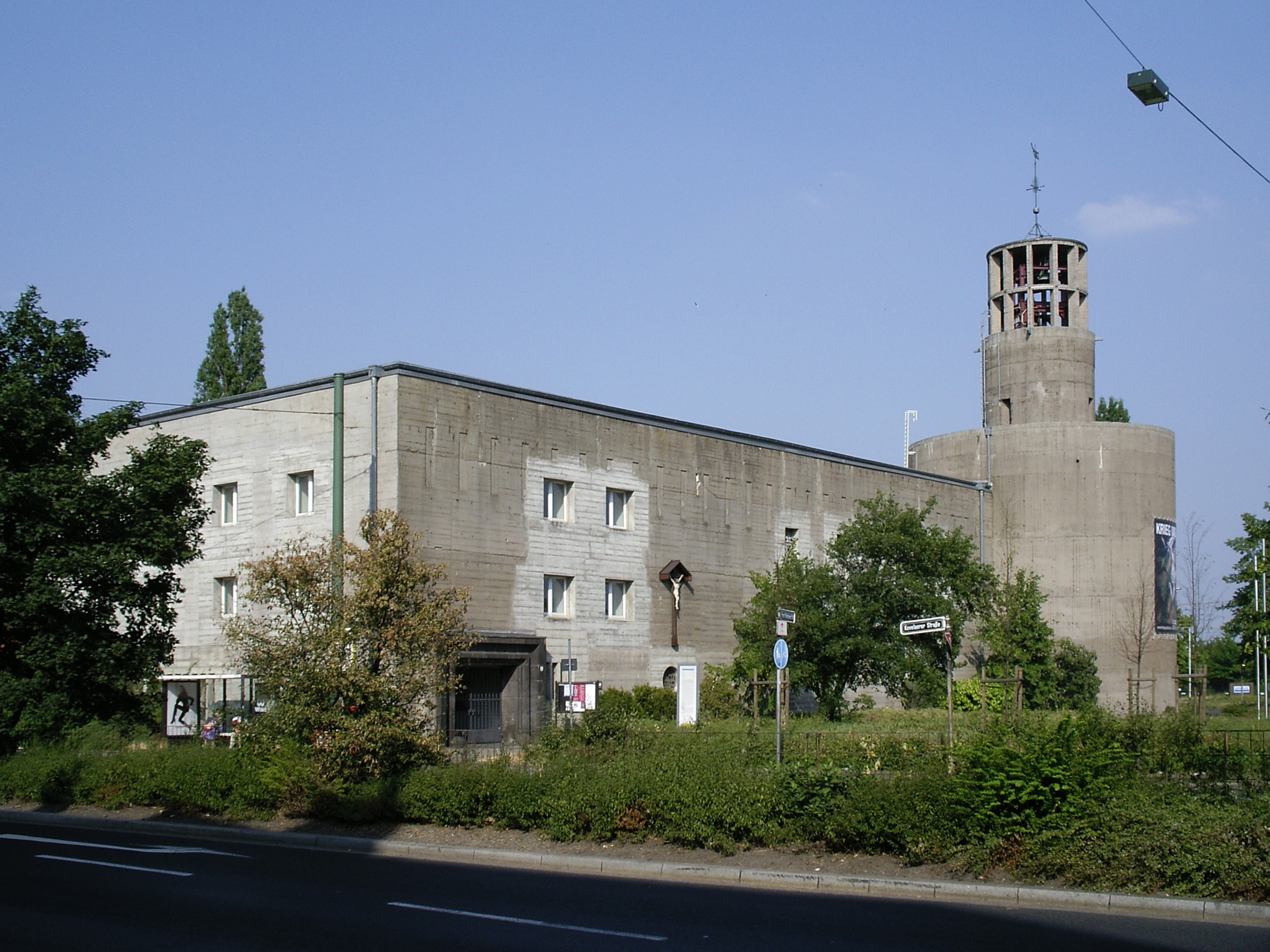
Der zur Bunkerkirche umgebaute Kirchenbunker in Düsseldorf-Heerdt, Ansicht von 2006

Philipp Wilhelm Stang (* 1. Juli 1901 in Sprendlingen bei Frankfurt am Main; † 19. Januar 1983) war ein deutscher Architekt, der sich vor allem mit Entwürfen von Sakralbauten im Raum Düsseldorf einen Namen machte.

## Leben
Stang besuchte die Kunstgewerbeschule Offenbach und die Höhere Technische Lehranstalt Darmstadt. Von 1919 bis 1926 war er Meisterschüler des Architekten Heinrich Beck. Der Architekt Peter Behrens beeindruckte ihn. Von 1926 bis 1936 war er als Chefarchitekt in der Architektensozietät von Karl Wach und Heinrich Rosskotten in Düsseldorf tätig.
Stang hatte zahlreiche Wettbewerbserfolge. So wurde er 1934 bei einem Ideenwettbewerb für Landschulen ausgezeichnet und erhielt 1938 den ersten Preis für einen Entwurf zum Gebäude der IHK Duisburg. Weitere Preise folgten in den 1940er Jahren. Seit 1938 war er selbstständig tätig in Zusammenarbeit mit Rudolf Marwitz in Düsseldorf. 
Stang war seit dem 23. September 1926 mit Aldona Hedwig Stanislawa geb. Bojarski (* 1895) verheiratet. Das Ehepaar lebte ab 1966 in Überlingen.

## Werke

### Als Mitarbeiter im Büro Wach und Roßkotten
- 1927–1931: Matthäikirche in Düsseldorf-Düsseltal, Lindemannstraße[7]
- 1931–1933: Verwaltungsgebäude der Allianz-Versicherung in Köln, Hohenzollernring

### In selbständiger Berufsausübung
- 1935: Entwurf des Innenraums einer evangelischen Kirche (Modell)
- 1936: Entwurf für ein kleines Landhaus (Modell)
- 1938–1940: Verwaltungsgebäude Walzstahlhaus in Düsseldorf (gemeinsam mit Wach und Roßkotten)
- 1951: Entwurf eines Wohnhauses in Düsseldorf-Kaiserswerth

### Im Büro Stang und Marwitz
- 1941–1950er Jahre: Geschäftsgebäude für die Industrie- und Handelskammer Duisburg[8]
- 1942: Luftschutzbunker (heutige Bunkerkirche St. Sakrament) in Düsseldorf-Heerdt
- 1942–1944: Wettbewerbsentwurf für den neuen Hauptbahnhof in Sofia
- 1943–1947: städtebauliche Studien für Düsseldorf
- um 1945: Studie zum Wiederaufbau der Tonhalle in Düsseldorf
- 1947–1950: Kirche St. Maria vom Frieden in Düsseldorf-Gerresheim (gemeinsam mit Aloys Odenthal)
- Wettbewerbsentwurf für die Stadtmitte Neuss (gemeinsam mit Aloys Odenthal)
- 1947: Innenraumstudie zum Wiederaufbau der Peterskirche in Düsseldorf (gemeinsam mit Aloys Odenthal)
- 1947–1948: Musterentwurf „Neuzeitlicher Wohngrundriss“
- 1950er Jahre: Geschäftshaus der Stadtsparkasse Düsseldorf, Bolkerstraße[9]